# Serra de Mollet
La Serra de Mollet és una serra situada als municipis de les Valls d'Aguilar a la comarca de l'Alt Urgell i Baix Pallars a la comarca del Pallars Sobirà, amb una elevació màxima de 1.969 metres.